# Elisabeth Meylan
Pour les articles homonymes, voir Meylan (homonymie).
Elisabeth Meylan est une écrivaine suisse d'expression allemande, née le 14 juin 1937 à Bâle.

## Biographie

### Origines et situation personnelle
Elisabeth Meylan naît Elisabeth Bartlin le 14 juin 1937 à Bâle,.
Elle est mariée.

### Études et parcours professionnel
Après avoir fréquenté un gymnase de jeunes filles et une école d'arts appliqués à Bâle, elle fait des études d'allemand, de langues romanes et d'anglais à l'Université de Bâle (et en partie à celle de Saint-Gall). Elle les achève en 1968 par un doctorat,, entamé sous la direction de Walter Muschg.
Elle travaille ensuite comme enseignante, lectrice de maisons d'édition et rédactrice de revues.
Après avoir vécu à Genève à partir de 1976, elle s'installe en 1987 à Bâle en tant qu'écrivaine indépendante.

### Parcours littéraire
En 1981, elle est invitée à concourir au prix Ingeborg-Bachmann à Klagenfurt, en Autriche,.
Écrits dans un style sobre, ses récits et romans parlent du manque de relations dans la vie moderne et de personnes ordinaires confrontées à des échecs dans leur vie quotidienne. Ses poèmes sont également reconnus.
Elle fait partie du conseil de fondation de la Fondation Schiller suisse (de) de 1981 à 1996.

## Récompense
- 1976 : prix de la Fondation Schiller suisse (de)[6] pour Die Dauer der Fassaden[13]

## Publications
- (de) Räume, unmöbliert, sieben Erzählungen, Zurich, Éditions Artemis (de), 1972, 143 p.[14]
- (de) Entwurf zu einer Ebene: Gedichte, Zurich, Éditions Arche (de), 1973, 79 p. (ISBN 3716014761)[15]
- (de) Die Dauer der Fassaden: Roman, Zurich, Éditions Arche (de), 1975, 224 p. (ISBN 3716015415)[16],[17]
- (de) Im Verlauf eines einzigen Tages: Gedichte, Zurich, Éditions Arche (de), 1978, 71 p. (ISBN 3716016241)[18]
- (de) Bis zum Anbruch des Morgens: Roman, Zurich, Éditions Arche (de), 1980, 214 p. (ISBN 3716016934)[19]
- (de) Zwischen Himmel und Hügel : Erzählungen, Zurich, Éditions Pendo (de), 1989, 200 p. (ISBN 3858421634)[20]
- (de) Die Unruhe im Innern des Denkmals, Zurich, Éditions Pendo (de), 1991, 78 p. (ISBN 3858421952)[21]
- (de) Das Ende von Weinbergs Schweigen, Zurich, Éditions Pendo (de), 1992, 238 p. (ISBN 3858422312)[22],[23]
- (de) Die allernächsten Dinge, Zurich, Éditions Pendo (de), 1994, 78 p. (ISBN 3858422835)[24]
- (de) Zimmerflucht: Erzählungen, Zurich, Éditions Pendo (de), 1997, 207 p. (ISBN 3858423068)[25]